# Hòa Thân
Hòa Thân (tiếng Trung: 和珅, bính âm: Héshēn; tiếng Mãn: ᡥᡝᡧᡝᠨ, Möllendorff: Hešen, Abkai: Hexen; 1 tháng 7 năm 1750 - 22 tháng 2 năm 1799), còn được gọi là Hòa Khôn, tự Trí Trai (致齋),, hiệu Gia Nhạc Đường (嘉樂堂), Thập Hốt Viên (十笏園), Lục Dã Đình chủ nhân (綠野亭主人), là một trọng thần dưới triều vua Càn Long. Ông được biết đến như là một đại tham quan nổi tiếng trong lịch sử Trung Quốc.

## Thân thế
Hòa Thân nguyên tên là Thiện Bảo (善保, còn được viết là 善宝), người tộc Nữu Hỗ Lộc (Niohuru) thuộc Chính Hồng kỳ Mãn Châu, tên đầy đủ là Nữu Hỗ Lộc Hòa Thân. Ông sinh năm Càn Long thứ 15 (1750).
Xuất thân là một công tử Mãn Châu (Trung Quốc), gia thế nhà Hòa Thân tuy không hiển hách song cũng là gia tộc quân công. Ông tổ 5 đời Ni Nha Cáp Nạp Ba Đồ Lỗ đã lập chiến công khi nhà Thanh tiến vào Trung Nguyên và được phong Tam đẳng Khinh xa đô úy.
Năm lên 3 tuổi, mẹ ruột của ông qua đời sau khi sinh hạ em trai Hòa Lâm. 6 năm sau, Hòa Thân lại phải chịu cảnh mồ côi cha. Thuở nhỏ, do quan hệ bất hòa với mẹ kế nên phải chịu nhiều vất vả. May mắn khi đó ông được một người hầu lâu năm trong gia đình nuôi dưỡng.
Hòa Thân được theo học tại Hàm An cung. Khi còn đi học, Hòa Thân đã bộc lộ sự vượt trội hơn hẳn so với các bạn học cùng xuất thân Bát kỳ khác. Năm lên 10 tuổi, ông đã bắt đầu học cách bắt chước kiểu chữ của Càn Long để sau này khi viết tấu chương có thể lấy được thiện cảm từ Hoàng đế.
Nhờ tinh thông bốn thứ tiếng là Mãn, Hán, Mông Cổ, Tây Tạng, lại nằm lòng Tứ thư, Ngũ kinh, nên ông được hai thầy giáo là Ngô Tỉnh Khâm và Ngô Tỉnh Lang rất mực yêu mến.
Vào năm Càn Long thứ 33 (1768), Hòa Thân lấy con gái của Tổng đốc Phùng Anh Liêm làm vợ khi mới 18 tuổi. Năm 1769, ông tham dự kỳ thi khoa cử nhưng không đỗ, sau ông được thế tập thế chức "Khinh xa Đô úy".

## Quan lộ
Năm Càn Long thứ 37 (1772), ông nhậm chức Tam đẳng Thị vệ sau cải thành Niêm can xứ Thị vệ.
Năm thứ 40 (1775), Hòa Thân lần lượt nhậm Càn Thanh môn Thị vệ, Ngự tiền Thị vệ, kiêm Phó Đô thống Mãn Châu Chính Lam kỳ.
Năm thứ 41 (1776), tháng giêng, ông nhậm chức Hộ bộ Thị lang. Tháng 3, ông được phép hành tẩu tại Quân cơ đại thần, một tháng sau được phong làm đại thần Tổng quản Nội vụ phủ, quản lý sự vụ Nội vụ phủ Tam kỳ Quan binh. Cùng năm, ông nhậm Phó Đô thống Mãn Châu Tương Hoàng kỳ, Quốc sử quán Tổng tài, được ban thưởng ban triều quan Nhất phẩm, cưỡi ngựa bên trong Tử Cấm Thành.
Năm thứ 45 (1780), Đại học sĩ kiêm Tổng đốc Vân Quý là Lý Thị Nghiêu bị tố giác tham nhũng. Càn Long liền hạ lệnh cho Thị lang Bộ Hình là Khách Ninh và Hòa Thân điều tra vụ việc. Trong vụ việc này, Hòa Thân quên ăn quên ngủ, trải qua một thời gian dài ngầm điều tra, tìm được chứng cứ tham ô của Lý và đưa ông ta ra công đường. Sau chiến tích đó, Hòa Thân được thăng chức lên Hộ bộ Thượng thư. Sự việc bê bối của họ Lý gác lại, Hòa Thân cũng lén lút "bỏ túi" được phân nửa tài sản của tên tham quan này. Sau đó, Càn Long lại càng trọng dụng ông. Hòa Thân lúc này lại thêm say mê tiền tài, quyền lực.
Sau năm 1784, Hòa Thân nhận rất nhiều chức vụ khác nhau và đều là quan nhất phẩm chánh hoặc nhất phẩm tòng. Đến tháng 7 năm đó còn được phong Nhất đẳng Nam, năm 1788 là Bá tước trung tương, năm 1795 được vua phong là công tước. Thời đó tước vị chia 5 bậc theo thứ tự từ cao xuống thấp là: công, hầu, bá, tử, nam. Thêm vào đó công tước, hầu tước đều cao hơn quan nhất phẩm.
Được bảo đảm bởi sự ưu ái của Càn Long, Hòa Thân đã làm loạn chốn quan trường. Trong những năm tháng làm quan, Hòa Thân đã vơ vét và thao túng, ăn hối lộ, tham nhũng của cải của nhà nước.
Của cải của Hòa Thân nhiều đến mức trong dân gian có tương truyền rằng "Cái Càn Long có Hòa Thân có, cái Càn Long không có chưa chắc Hòa Thân không có". Tổng cộng gia sản của Hòa Thân ước tính vào khoảng 1.100 triệu lạng bạc, nhiều lời đồn cho rằng nó còn tương đương số tiền mà quốc khố Nhà Thanh phải mất 15 năm mới thu được.
Sở Văn lục đời sau viết: "Đời Thanh Cao Tông Càn Long, Hòa Thân làm quan, quyền thế khuynh đảo thiên hạ, kết bè kết đảng, đi lệch chính đạo mà kẻ sĩ trong triều chẳng dám ngăn trở".

## Các giai thoại

### Được Càn Long trọng dụng
Khi mới gia nhập triều đình, năm 22 tuổi, Hòa Thân giữ chức vị Tam đẳng Thị vệ. Tuy còn trẻ nhưng Hòa Thân đã sớm có năng lực làm việc cũng như các đóng góp cho triều đình. Nhờ học thuộc Luận Ngữ, Hòa Thân đã trở thành thị vệ duy nhất có thể đàm đạo cùng Càn Long.
Có lần, nhà vua thuận miệng dẫn một câu trong Luận Ngữ để biểu đạt ý trách cứ với quần thần. Khi đó, một thị vệ tuấn tú đã tiếp lời ông. Không chỉ hiểu ý Càn Long, thị vệ kia còn đưa ra một câu trả lời khiến Hoàng đế vô cùng hài lòng. Đó không ai khác chính là Hòa Thân. Từ đó về sau, Càn Long đã bắt đầu để mắt và thích đàm đạo cùng người thị vệ họ Hòa này.
Có lần, Càn Long ngồi ở Viên Minh Viên xem chú giải của Chu Hi về "Mạnh Tử". Nhưng vì chữ quả nhỏ nên Hoàng đế cảm thấy khó nhìn. Ngay lúc ấy, Hòa Thân đã nhanh chí học thuộc toàn bộ chú giải và đọc lại cho Hoàng đế nghe. Nhờ vậy, Hoàng đế khen ngợi ông có tài học, ban chỉ phong cho chức tước. Kể từ đó, Hòa Thân chính thức bắt đầu con đường quan lộ của mình.
Hòa Thân được Càn Long rất tín nhiệm, trọng dụng. Theo như lời đồn đại, Càn Long có một ấn tượng rất đặc biệt với vẻ ngoài của Hòa Thân. Vẻ ngoài ấy hao hao giống với một người tì thiếp đã bị thất sủng và mất mạng do lỗi của Càn Long khi ông còn nhỏ. Vì vậy Càn Long luôn có một sự ưu ái đặc biệt với Hòa Thân. Tuy không tiến thân bằng gia thế hay từ công danh khoa bảng, nhờ trí thông minh và năng lực bản thân, biết được bốn thứ tiếng: Mãn, Hán, Mông, Tạng; Hòa Thân sau đó đã được thăng tiến dần lên các chức hàm quan trọng trong triều đình như: Đại học sĩ, Quân cơ đại thần, Cửu môn đề đốc.

### Uốn ba tấc lưỡi, dễ dàng hóa nguy thành an
Tương truyền, có lần Càn Long hỏi Hoà Thân: "Khanh là trung thần hay gian thần?".
Hoà Thân đáp: "Thần không phải trung thần, cũng không phải gian thần. Thần là nịnh thần".
Vua Càn Long hỏi tại sao, Hoà Thân lại tiếp tục đáp: "Trung thần rồi cũng sẽ bị giết. Gian thần càng bị giết. Chỉ có nịnh thần là sống lâu nhất"!
Khi về già, Càn Long rất mực sủng ái Đôn phi. Vị phi tần này càng được nước, trở nên ngang ngược, thường xuyên đánh mắng người hầu. Có lần, Đôn phi vì một chuyện nhỏ mà đánh chết cung nữ. Càn Long biết chuyện đã vô cùng tức giận, định phế truất nàng. Đôn phi vội tìm đến cầu cứu Hòa Thân.
Vốn hiểu tính Hoàng đế, Hòa Thân biết Càn Long chỉ tức giận nhất thời, liền lấy lý do Thập công chúa còn nhỏ, cần mẹ chăm sóc để khuyên nhà vua bớt giận. Nhờ câu nói ấy, Hoàng đế chỉ giáng Đôn phi xuống làm tần. Sau này, khi đã lấy lại được sự sủng ái, Đôn phi đồng ý cho con trai Hoà Thân là Phong Thân Ân Đức kết hôn với người con gái thứ mười rất được yêu quý của Càn Long là công chúa Cố Luân Hòa Hiếu. Thông qua cuộc hôn nhân với hoàng tộc, địa vị của gia tộc Hòa Thân thời bấy giờ càng trở nên vững chắc.
Vào những năm cuối đời, Càn Long càng ngày càng không thích nghe những lời trung thần, thích đao to búa lớn, khoác lác khoe khoang là thập toàn lão gia, cho rằng mình có thể sánh ngang với tổ phụ Khang Hy. Hòa Thân thì hàng ngày vẫn dùng những lời đó để mê hoặc Càn Long, luôn luôn làm cho Càn Long hả hê sung sướng.

### Cách đối nhân xử thế với người thân
Sinh thời, Hòa Thân từng được mệnh danh là "đệ nhất mỹ nam tử Mãn Châu". Có giai thoại còn truyền lại rằng, ông sở hữu dung mạo rất mực tuấn tú, lại có vài phần giống với người tình cũ của Càn Long nên mới được Hoàng đế sủng ái.
Năm xưa, Hòa Thân phất lên phần nào cũng nhờ cuộc hôn nhân với Phùng Tế Văn, con gái Tổng đốc Phùng Anh Liêm. Vị quan này nổi tiếng là có duyên với phụ nữ. Cái khôn khéo của ông không chỉ có đất dụng võ trên chốn quan trường mà cũng được bộc lộ trong cách đối xử với gia đình. Cũng bởi vậy mà sau khi tham quan họ Hòa ngã ngựa và qua đời, những mỹ nhân theo ông đã nhiều năm như danh kỹ Ngô Liên Khanh, Đậu Khấu cùng ái thiếp Trường Nhị Cô đều tự tử.

### Tình yêu nghệ thuật và cách "lách luật" khôn khéo
Năm xưa, Hòa Thân từng vô cùng yêu thích cuốn tiểu thuyết "Thạch đầu ký". Thế nhưng chờ mãi không thấy ra hồi thứ 40, nên vị quan này đã âm thầm tìm Cao Ngạc và lệnh cho ông viết tiếp.
Dưới thời bấy giờ, "Thạch đầu ký" nằm trong danh mục sách cấm. Cao Ngạc chiếu theo ý của Hòa Thân nên đã tiến hành biên soạn, sửa đổi, thêm nội dung ca ngợi triều đình vào cuốn tiểu thuyết này. Sau đó, Hòa Thân đổi tên sách thành "Hồng Lâu Mộng", lại nhờ Đôn phi dâng cho Càn Long. Nhà vua thấy tác phẩm ấy không có chỗ nào phản nghịch nên đã đồng ý phát hành khắp thiên hạ.
Có thể nói, Hồng Lâu Mộng được lưu truyền và phổ biến cho tới ngày hôm nay, ít nhiều cũng có một phần công sức của Hòa Thân.

### Câu chuyện "có ân tất báo" của đại tham quan họ Hòa
Sau này, Hòa Thân nắm quyền quản lý, giám sát kỳ thi Hội. Hai người thầy năm xưa của ông là Ngô Tỉnh Khâm và Ngô Tỉnh Lang bất ngờ đến thăm và bái Hòa Thân làm thầy. Bởi hai người nhiều lần thi trượt, nên lần này muốn Hòa Thân giúp đỡ. Hòa Thân cũng không quên ân xưa, âm thầm mua chuộc thái giám bên người Hoàng đế.
Từ đó, ông biết được Càn Long gần đây thường đọc những phần nào của "Tứ thư", lại nắm rõ Hoàng đế đang quan tâm đến vấn đề gì nên gần như đoán chính xác phạm vi ra đề. Năm ấy, hai người thầy họ Ngô nhờ sự giúp đỡ của Hòa Thân nên đã thi đỗ, thuận lợi bước lên con đường làm quan.

### Có tài quản lý tài chính, ngoại giao
Trước nội vụ phủ thường xuyên thu không đủ chi. Sau khi Hòa Thân nhậm chức tổng quản, nội vụ phủ đã dư giả. Hòa Thân không chỉ giỏi đánh sưu cao thuế nặng với các phú thương buôn bán lớn, các cơ sở sản xuất muối, những đại sứ ở biên ải hay các chính quyền địa phương các tỉnh, mà Hòa Thân còn chủ trương thực hiện chính sách "Nghị tội ngân" (luận tội phạt tiền) tại triều, nên quan lại trở nên tham nhũng khủng khiếp.
Tiền phạt của các quan viên từ các tỉnh ngày càng nhiều, trở thành một nguồn tài chính lớn chảy vào kim khố của hoàng đế, đáp ứng đầy đủ mọi nhu cầu của cuộc sống xa hoa, thích khoe khoang phô trương của Càn Long, về điều này Hòa Thân được Càn Long vô cùng tán dương.
Hòa Thân từng nhiều lần phụ trách tiếp sứ thần Triều Tiên, Anh... Trong "Thanh đại danh nhân truyện lược" có ghi rằng: Vào năm 1792 năm thứ 57 Càn Long, sứ thần nước Anh đã bình luận: Hòa Thân là người "luôn giữ thân phận tôn nghiêm của mình", "thái độ hòa nhã dễ gần, nhìn nhận vấn đề rất sắc bén sâu sắc, không hổ là một chính trị gia lão luyện".

### Tham ô, vơ vét của cải
Càn Long tuổi đã già, sức đã yếu nên các việc trọng đại trong triều tự nhiên rơi vào tay Hòa Thân. Hòa Thân nắm được quyền to, các đại sự khác không thèm ngó ngàng, chỉ một mực vơ vét của cải. Ông ta không những nhận hối lộ mà còn công khai đòi tiền, không những tham ô ngấm ngầm mà còn tước đoạt trắng trợn. Các cống phẩm dâng lên hoàng đế đều phải qua tay Hòa Thân. Trước hết Hòa Thân chọn lấy những thứ cực kỳ quý hiếm, tinh xảo dành cho mình, còn thừa lại mới đưa vào cung. Hoàng đế Càn Long chẳng hỏi han gì, những người khác chẳng ai dám cáo nên lòng tham của Hòa Thân ngày càng lớn.
Theo quy định của triều đình nhà Thanh, các quan lại không được tham gia vào việc kinh doanh và thu lợi nhuận từ những dịch vụ như cầm đồ, buôn bán... Tuy nhiên, điều này đã không làm khó được kẻ ham tiền và ưa lũng đoạn như Hòa Thân. Trong khi đương chức, Hòa Thân đã tự mình mở hàng loạt những ngành nghề kinh doanh hái ra tiền như cửa hàng lương thực, cửa hàng buôn bán vũ khí, nhà hàng, quán rượu, ngân hàng. Trong chốn thương trường, Hòa Thân luôn tỏ ra là một người ngang ngược, ngạo mạn, trắng trợn chụp giật. Ngay trong xử lý mối quan hệ xã hội, y cũng mượn oai, trịch thượng hiếp đáp kẻ khác. Trong lĩnh vực kinh doanh, dựa vào thân thế cùng với quyền lực của mình, Hòa Thân đã thâu tóm hầu hết những cửa hàng buôn bán cùng nhiều mặt hàng tại kinh thành và nhiều tỉnh lớn khác tại Trung Quốc vào thời điểm đó. Tất cả chuỗi cửa hàng của Hòa Thân tại kinh thành đều có những kẻ có máu mặt cầm đầu và sẵn sàng trừ khử những đối thủ không thích nằm dưới trướng của đại thần họ Hòa.
Vào năm 1788, trong 3.000 vạn lạng bạc tiền thu thuế, Càn Long đã để Hòa Thân tự do chi phí cho mọi hoạt động của triều đình. Trong lần này, với tài biến hóa sổ sách, Hòa Thân đã đút túi không dưới vài vạn lạng. Sử sách Trung Quốc còn ghi lại rằng vào cuối đời Càn Long, trong các cống phẩm và vật dụng các tỉnh cống nạp triều đình thì chỉ có 12% được đưa vào ngân khố, 88% còn lại "bị hút" về phủ Hòa Thân.
Chuyện kể rằng, có vị quan tuần phủ trong dịp ngao du đến kinh đô đã nghe người nói đến cái tên Hòa Thân. Vì muốn được thăng chức sau nhiều năm phải giữ chân tèm nhèm trong tỉnh, vị này đã mang số tiền 5.000 lạng bạc để làm lộ phí. Kết quả là viên quan này chỉ được một tên hầu trong phủ họ Hòa ra tiếp kiến. Trong buổi gặp gỡ này, tên hầu đã đánh tiếng rằng muốn gặp được Hòa Thân ít nhất phải mang 20 vạn lạng, còn dưới mức đó thì đừng bao giờ bước chân tới phủ.
Cũng có viên quan biết được sở thích sưu tập ngọc trai của Hòa Thân nên đã nghĩ ra một cách để được tiếp kiến vị quan tham này. Viên quan trên đã mua rất nhiều ngọc trai cao cấp về rồi sai người bọc vàng xung quanh nhằm tăng giá trị quà tặng. Kết quả là trong lần đầu bước chân vào phủ họ Hòa, viên quan này đã được đích thân Hòa Thân đón tiếp.
Một lần có một vị đại thần là Tôn Sĩ Nghị từ phương Nam trở về Bắc Kinh chuẩn bị triều kiến Càn Long thì vừa hay gặp Hòa Thân ở ngay cửa cung. Hòa Thân thấy tay Tôn Sĩ Nghị cầm một chiếc hộp, liền hỏi: "Cái gì trong tay nhà ngươi thế?"
Tôn Sĩ Nghị trả lời: "Chẳng có gì cả, chỉ là cái bình đựng thuốc hít thôi".
Hòa Thân sấn đến, hoàn toàn không khách sáo chộp ngay lấy chiếc hộp. Vừa mở ra xem thì thấy cái đựng thuốc hít ấy được trảm trổ từ một viên ngọc lớn. Hòa Thân cứ mân mê mãi cái đựng thuốc, ngắm nghía và luôn miệng khen rồi nói rất trơ trẽn: "Đúng là vật báu! Thôi, cho ta đi, thế nào?"
Tôn Sĩ Nghị hoảng hốt nói: "Ôi, không được đâu. Vật báu này là để dâng hoàng thượng, hôm qua tôi đã tâu với hoàng thượng rồi".
Hòa Thân sa sầm mặt, ấn thẳng chiếc bình đựng thuốc vào tay Tôn Sĩ Nghị rồi cười nhạt nói: "Chẳng qua ta đùa với ngươi thôi, làm gì mà phải như là cái anh nghèo khổ vậy!"
Tôn Sĩ Nghị dâng hộp thuốc cho hoàng đế Càn Long, được vài ngày thì ông gặp lại Hòa Thân, thấy Hòa Thân dương dương đắc ý nói: "Hôm qua ta cũng lấy được một báu vật. Nhà ngươi xem đây, có phải là cái hôm nọ ngươi cống hoàng thượng không?"
Tôn Sĩ Nghị bước đến gần, thấy đúng là chiếc hộp mình dâng cho Hoàng đế Càn Long. Tôn Sĩ Nghị nói qua loa vài câu ứng phó, bụng nghĩ thầm làm sao vật báu đó lại rơi vào tay Hòa Thân. Nhất định là Càn Long cho ông ta. Sau này ông lén dò la mới biết là Hòa Thân đã mua chuộc thái giám để lấy cắp từ cung ra. Hòa Thân lợi dụng quyền lực địa vị để tìm trăm phương ngàn kế vơ vét của cải. Một số triều thần và các quan địa phương biết thói xấu của ông ta, đã ra sức đi vơ vét của cải châu báu để đến cầu thân với Hòa Thân. Đại quan ép tiểu lại, tiểu lại nặn bóp dân chúng, đời sống dân chúng đương nhiên ngày càng khốn khó.

### Hòa Thân và cuộc đấu trí với Lưu Dung
Quan điểm làm quan khác nhau nên dù không đối đầu trực tiếp nhưng giữa Hòa Thân và Lưu Dung xảy ra những "tranh chấp" ngoài ý muốn.
Lưu Dung là vị quan thanh liêm, ông cho rằng làm quan là phải thi hành tốt phận sự của mình chứ không cần đòi hỏi sự tán dương của hoàng thượng, chỉ cần sống đúng với lương tâm, làm điều có ích cho nước cho dân thì dù có làm phật ý hoàng thượng cũng không sao. Còn Hòa Thân thì ngược lại: đã làm việc thì nhất định phải nương theo ý muốn của hoàng thượng, chỉ cần hoàng thượng hài lòng thì dù là việc tốt hay xấu cũng làm. Vì thế, Càn Long một mặt trọng dụng Lưu Dung cho việc công, mặt khác Càn Long vẫn ưu ái Hoà Thân cho việc tư. Tuy không vừa mắt với thói lộng quyền, tham ô của Hòa Thân nhưng Lưu Dung cũng không hề ra mặt chống đối. Duy nhất một lần, đó là vụ án Thống đốc Sơn Tây Quốc Thái.
Quốc Thái là bác ruột của một hoàng phi trong triều, năm 1777 nhậm chức Thống đốc Sơn Đông. Khi đương nhiệm, Quốc Thái bòn rút quốc khố, tham ô của công, đàn áp, bóc lột dân chúng. Vua Càn Long đã phái Hòa Thân và Lưu Dung tới Sơn Đông để điều tra. Hòa Thân là người có quan hệ thân thiết với Quốc Thái còn cha của Quốc Thái là cấp trên của Lưu Dung khi còn làm quan ở Tứ Xuyên và Thị lang bộ Công Nặc Mục Thân.
Trong khi Hòa Thân và Nặc Mục Thân một mặt tạo chứng cớ có lợi cho Quốc Thái đồng thời thị uy Quan giám sát ngự sử Giang Nam Tiền Phong thì Lưu Dung lại ngược lại, ông cùng Tiền Phong bàn cách đối phó với Hòa Thân và Quốc Thái. Kết quả Quốc Thái bị phát hiện tham ô 8 vạn lượng bạc và bị khép tội chết. Đây là lần đối đầu đầu tiên và duy nhất của Lưu Dung với Hòa Thân khi Hòa Thân đang tại chức.
Trong các dã sử đời Thanh, các câu chuyện về Lưu Dung – Hoà Thân thường biểu hiện mối quan hệ đối kháng của hai xu thế "liêm chính - gian nịnh" tại triều đình, được miêu tả bằng 3 từ "bất dung hợp". Ví dụ, có chuyện dân gian kể rằng: Vào một dịp đầu năm, dò biết chính xác thời điểm Hoà Thân vào cung, Lưu Dung thực hiện một kịch bản chơi khăm thú vị. Đó là lúc Bắc Kinh ngập gió tuyết, đường sá lấm bùn trơn trượt. Lưu Dung chuẩn bị một bộ áo da cũ nát, vội vã đến đứng sẵn trên con đường vào cung chờ đợi Hoà Thân. Khi thấy Hoà Thân tới, Lưu Dung cho người đón kiệu, bẩm: "Hôm qua Lưu đại nhân có đến phủ chúc mừng Hoà đại nhân nhưng không gặp. Hiện Lưu đại nhân đang đứng bên đường chờ ngài". Mặc dù không thích Lưu Dung, nhưng thấy họ Lưu có ý tôn trọng mình, vả lại đấy cũng là một sủng thần của hoàng thượng, Hoà Thân không dám thất lễ. Thế là Hoà Thân bước xuống kiệu, mặc dù đang lúc tuyết bay. Khi vừa kịp chào Lưu Dung, Hoà Thân phát hiện họ Lưu đang quỳ xuống trên đường tuyết, và kính cẩn: "Chúc mừng Hoà đại nhân tân niên!". Thấy thế, Hoà Thân không thể không trả lễ; cũng quỳ xuống "hồi bái". Lớp áo ngoài của họ Hoà – áo da beo màu trắng loại thượng hạng – phải nhúng trong lớp bùn đất dơ bẩn. Khi hai người cùng đứng lên, Hoà Thân tinh ý khám phá ý đồ của Lưu Dung được chuẩn bị qua chiếc áo khoác cũ nát chẳng đáng giá mấy đồng của họ Lưu. Bầm gan tím ruột vì bị chơi khăm, vào triều Hoà Thân kể chuyện này với vua, nghĩ rằng Càn Long sẽ nổi giận. Nhưng bất ngờ, nhà vua chỉ cười bảo: "Khanh tự nguyện quỳ xuống đất bùn, thế làm sao hỏi tội Lưu Dung được? Luật đại Thanh chúng ta đâu có điều khoản nào về việc này ?".

## Mâu thuẫn với Gia Khánh
Gia Khánh nguyên niên năm 1796, Càn Long tổ chức đại lễ truyền ngôi hoàng vị cho Hoàng thập ngũ tử Gia Thân vương Vĩnh Diễm, còn mình thì làm Thái Thượng hoàng. Tuy không làm Hoàng đế nhưng Càn Long vẫn chưa trao hoàn toàn quyền lực cho Gia Khánh. Những việc quốc gia đại sự như liên quan đến quân đội, hay dùng người trong triều đều phải bẩm tấu lên Thái Thượng hoàng, cũng chính vì thế mà Hòa Thân vẫn còn đầy quyền thế trong triều. Nhưng lúc này tình thế cũng đã khác xưa, Hòa Thân cũng đã bắt đầu lo lắng bởi ông ta hiểu rằng trước sau Gia Khánh cũng trị tội mình nên bèn tìm mọi kế sách đối phó.
Trước tiên, Hòa Thân tìm mọi cách hạn chế người của Gia Khánh và tìm cách dùng người của mình. Sau khi Gia Khánh đăng cơ, Chu Khuê - thầy của Gia Khánh đang là Tuần phủ Quảng Đông có gửi thư chúc mừng. Đây vốn dĩ là chuyện hết sức bình thường nhưng Hòa Thân vội vàng làm một bản cáo trạng kể tội và chỉ trích Chu Khuê trước mặt Càn Long. Càn Long cũng không để ý, nhưng không lâu sau, khi thấy Càn Long chuẩn bị cho triệu Chu Khuê hồi cung phong cho chức Đại học sĩ, Hòa Thân cảm thấy đây chính là mối nguy hiểm cho mình sau này, nên nhân lúc Gia Khánh viết thơ để chúc mừng ân sư của mình, Hòa Thân vội vàng cầm bài thơ viết dở dâng lên Càn Long để vu tội cho Gia Khánh. Càn Long nổi giận hỏi bèn hỏi Quân cơ đại thần Đổng Cáo bên cạnh nhưng Đổng Cáo đã quỳ đáp: "Thánh chủ vô quá ngôn", Càn Long mới bỏ qua.
Khi thánh chỉ về việc thăng chức cho Chu Khuê chưa kịp ban ra, Hòa Thân lập tức tìm cớ xúi bẩy Càn Long điều Chu Khuê đang giữ chức Tổng đốc Lưỡng Quảng sang làm Tuần phủ An Huy. Sau này, Chu Khuê được thăng chức Binh bộ Thượng thư và Sử bộ Thượng thư, đáng nhẽ phải về cung nhưng cả hai lần Hoà Thân đều tìm cách để ông tiếp tục phải ở lại làm Tuần phủ An Huy. Ngoài ra Hòa Thân còn tìm cách phái thầy giáo khác là Ngô Tỉnh Lan trên danh nghĩa là để giúp Gia Khánh chỉnh lí thơ cảo nhưng thực tế để làm tai mắt của mình, nhằm giám sát, nghe ngóng mọi động thái của Hoàng đế.
Hoàng đế Gia Khánh hiểu rất rõ chỉ cần Thái Thượng hoàng Càn Long còn sống thì không thể động được đến Hòa Thân, hơn nữa Hòa Thân còn có thể có mọi ý chỉ của Càn Long để lộng hành, cho nên nếu làm không tốt sẽ bất lợi cho mình, vì thế mọi chuyện Hoàng đế đều nghe theo sự sắp xếp của Thái Thượng hoàng mà không có bất kỳ ý kiến gì. Triều chính không có bất kỳ sự thay đổi nào, thậm chí trên thực tế, Càn Long vẫn dung túng cho Hòa Thân tiếp tục thao túng quyền hành trong triều. Gia Khánh trong tình huống ấy chỉ còn biết âm thầm theo dõi nhất cử nhất động của đại gian thần, chứ không hề có bất kì động thái nào.
Khi có người nói xấu Hòa Thân, Càn Long thậm chí còn gắt gỏng: "Ta đang dựa vào Hòa Thân để trị quốc tại sao các khanh lại phản đối ông ta?". Thậm chí có nhiều việc Gia Khánh còn nhờ Hòa Thân thay mình bẩm tấu và xin ý chỉ của Thái Thượng hoàng nhằm biểu thị sự tín nhiệm đối với hắn. Qua một thời gian thăm dò lẫn nhau, cuối cùng Gia Khánh đã khiến cho Hòa Thân tin tưởng, lơ là không đề phòng.
Vào năm Gia Khánh thứ 2 (1797), Lĩnh ban Quân cơ đại thần A Quế bị bệnh chết, Hòa Thân nghiễm nhiên thành Lĩnh ban Quân cơ đại thần một cách chính đáng do lúc này Đại học sĩ Vương Kiệt do không ưa Hòa Thân đã cáo ốm để chối từ, Đổng Cáo cũng về quê, một mình Hòa Thân có thể hô mưa gọi gió ở Quân cơ xứ, lại thêm lúc này Càn Long đã già, trí nhớ càng kém. Hòa Thân càng hung hăng hống hách, muốn gì làm nấy.
Nhưng thịnh mãi cũng phải đến lúc suy, vận may rồi cũng hết. Gia đình Hòa Thân liên tiếp gặp tai ương bất hạnh. Tháng 7 năm Gia Khánh nguyên niên (1796), con trai thứ vốn được Hòa Thân quý như vàng như ngọc mới được 2 tuổi thì qua đời, 1 tháng sau người em trai thân thiết Hòa Lâm chết vì bệnh dịch ở quân doanh Quế Châu, đây là cú đánh mạnh vào Hòa Thân vì đã mất đi một cánh tay đắc lực. Năm tiếp theo, Hòa Thân lại đau đớn mất đi đứa cháu đích tôn duy nhất. Đến tháng 2 năm Gia Khánh thứ 2 (1797), người vợ tào khang Phùng thị cũng bỏ đi. Tuy thê thiếp và người đẹp của Hòa Thân nhiều như mây khói, nhưng đối với Phùng thị nghĩa trọng tình thâm, vô cùng quan trọng với ông ta. Có thể nói trong vòng 3 năm liên tiếp Hòa Thân đã mất đi bốn người thân yêu và báo hiệu cái chết của mình có lẽ sẽ không còn xa.

## Cuối cuộc đời
Mùng 3 tháng 1 năm Gia Khánh thứ 4, tức ngày 7/2/1799, Thái Thượng hoàng Càn Long băng hà, thọ 88 tuổi, thế là chỗ dựa vững chắc của Hòa Thân đã sụp đổ, lúc này Gia Khánh cũng chẳng cần kiêng nể. Nhưng Gia Khánh không lập tức ra tay với Hòa Thân, mà vẫn cùng Hòa Thân, hoàng thân quốc thích và văn võ bá quan, lo sắp xếp tang nghĩa đại sự. Tuy đang trong lúc bận rộn và đau thương Gia Khánh vẫn không quên hạ chỉ triệu ân sư Chu Khuê hồi kinh. Ngày mùng 4, Gia Khánh phát chỉ dụ trấn áp khởi nghĩa của Bạch Liên giáo, bắt đầu chĩa mũi nhọn về phía Hòa Thân. Cùng ngày Gia Khánh bất ngờ bãi miễn chức Quân cơ đại thần của Phúc Trường An và Hòa Thân, lệnh cho ngày đêm phải túc trực linh cữu Thái Thượng hoàng trong Đại nội không được phép ra ngoài, tạm thời giảm lỏng trong cung, cách li không cho liên lạc với bên ngoài.
Ngày mùng 8, cùng với việc thông báo di chiếu của Thái Thượng hoàng, Gia Khánh tuyên bố miễn chức của Hòa Thân và Phúc Trường An, giao cho Hình bộ tống giam, đồng thời giao cho Thành Thân vương Vĩnh Tinh, Nghi Thân vương Vĩnh Tuyền, Ngạch phụ Lạp Vượng Đa Nhĩ Tế, Định Thân vương Miên Ân, Đại học sĩ Lưu Dung, Đổng Cáo, Binh bộ Thượng thư Khánh Quế phụ trách điều tra gia sản và thẩm vấn. Ngày 11, sau khi thẩm vấn và kê biên tịch thu tài sản, Gia Khánh công bố 20 tội lớn của Hòa Thân, đồng thời thông báo việc này đến tất cả Tổng đốc và Tuần phủ các tỉnh để cùng bàn luận và định tội Hòa Thân. Trong chỉ dụ đều ghi rõ Hòa Thân phạm tội với Tiên hoàng Càn Long cho nên trong thời gian đại tang có xử lý sủng thần của Tiên hoàng cũng hoàn toàn danh chính ngôn thuận.
Sau khi bị hạch tội, Gia Khánh đã ra chỉ dụ kết án Hòa Thân xử lăng trì, tịch thu gia sản. Tuy nhiên sau đó, Gia Khánh lại quyết định miễn cho Hòa Thân khỏi một cái chết đau đớn, thay vào đó bắt ông ta tự vẫn tại phủ ngày 22 tháng 2 năm 1799, tha cho gia đình Hòa Thân. Đây cũng là chuyện lạ với những tội danh tày đình như thế, nguyên do có thể gắn với những báu vật bí ẩn trong cung của Hòa Thân. Khi phá dỡ hai hòn giả sơn, triều đình phát hiện và tịch thu con tỳ hưu bằng ngọc phỉ thúy xanh, nhưng chữ Phúc (bút tích của chính vua Càn Long viết để tặng bà nội nhân dịp thượng thọ, không biết như thế nào lại lọt vào tay Hòa Thân) thì được tạc vào một khối đá lớn. Nếu phá khối đá thì chữ Phúc cũng tan, mặt khác do bút tích của vua Càn Long nên không ai dám động vào. Đó là điềm báo khiến vua Gia Khánh tha chết cho cả nhà Hòa Thân
Sau khi giải quyết xong vụ Hòa Thân, thì tấu chương của các Tuần phủ mới lần lượt đến Kinh thành. Chỉ có Lưỡng Quảng Tổng đốc Cát Khánh, Tuần phủ Vân Nam Giang Lan là có lời giả mạo nhằm bưng bít ra thì còn lại đều kể các đại tội của Hòa Thân. Trong khi ngự phê tấu chương, Gia Khánh đã đặc biệt ngự phê vào tấu chương của Tuần phủ Giang Tây Trương Thành Cơ rằng: "Trẫm mà không trừ Hòa Thân thì người trong thiên hạ chỉ biết đến Hòa Thân chứ không biết đến trẫm". Gia Khánh cảm thấy Hòa Thân uy hiếp đến sự quân quyền của Thiên tử nên đã diệt trừ Hòa Thân không chút lưu tình.
Sự giàu có của Hòa Thân vốn đã nổi tiếng, nhưng kết quả của sự tịch thu gia sản còn làm cho mọi người kinh ngạc hơn. Bản tịch biên gia sản rất dài ghi đủ các thứ vàng bạc châu báu, gấm vóc... không thể nào đếm xuể, tính ngang với số thu nhập của triều đình trong 15 năm. Sau này nghe nói, số lớn của cải châu báu tịch thu được đều được Gia Khánh Đế cho người đến chuyên chở về cung. Vì thế trong dân gian có câu nói châm biếm vần miệng là: "Hòa Thân ngã ngựa, Gia Khánh ăn no".
Trong 24 năm từ khi Hòa Thân bắt đầu được Hoàng đế Càn Long để mắt và sủng ái, vị đại thần này đã gom góp được một số tài sản lớn tới mức khó tin. Sự giàu sang của ông ta được thể hiện qua số tài sản bị tịch thu, gồm có:
- Những dinh thự, đất đai có tổng cộng 3.000 phòng, 8.000 mẫu (32 km²) đất
- 42 ngân hàng
- 75 tiệm cầm đồ
- 600 cân nhân sâm Cát Lâm thượng hạng
- 60.000 lạng vàng bọc đồng, 100 thỏi vàng lớn nguyên chất (1.000 lạng mỗi thỏi), 56.600 thỏi bạc cỡ vừa (100 lạng mỗi thỏi), 9 triệu thỏi bạc nhỏ (10 lạng mỗi thỏi), 58.000 cân tiền ngoại, 1.500.000 đồng tiền xu
- 1.200 miếng ngọc bội
- 230 chuỗi ngọc trai (mỗi viên ngọc trai có cỡ gần tương đương quả anh đào lớn), 10 viên ngọc trai lớn (cỡ tương đương quả nhãn)
- 10 viên hồng ngọc, 40 viên ngọc bích lớn
- 40 bàn đựng bộ đồ ăn bằng bạc (10 bộ mỗi bàn), 40 bàn đựng bộ đồ ăn bằng vàng (10 bộ mỗi bàn)
- 11 tảng san hô (mỗi tảng cao hơn 1m)
- 14.300 xấp lụa tốt, 20.000 tấm len lông cừu loại tốt,
- 550 tấm da cáo, 850 tấm da gấu, 56.000 tấm da cừu và da gia súc độ dày khác nhau
- 7.000 bộ quần áo tốt (mặc trong cả bốn mùa)
- 361.000 chiếc bình bằng đồng và thiếc, 100.000 đồ sứ được làm bởi các nghệ nhân có tiếng
- 24 cái giường bằng vàng ròng có trang trí tinh xảo (mỗi giường có cẩn tám loại đá quý khác nhau)
- 460 cái đồng hồ tốt của châu Âu
- 600 tì thiếp trong phủ, còn gia nhân thì không tính hết

Tổng cộng gia sản của Hòa Thân ước lượng vào khoảng 1.100 triệu lạng bạc, nhiều lời đồn cho rằng nó tương đương số tiền mà quốc khố nhà Thanh phải mất 15 năm mới thu được. Trong nhà Lưu Quân, tổng quản phủ Hòa Thân, một số lượng lớn châu báu nữa bao gồm 240.000 lạng bạc cũng bị tịch thu.
Hoàng đế Gia Khánh đã gán cho Hòa Thân 20 tội danh, như "coi thường vương pháp", hay "cậy quyền cậy thế".
Ảnh hưởng của Hòa Thân không chấm dứt sau khi ông ta chết, nạn tham nhũng tiếp tục ngày càng lan tràn cả trong và ngoài kinh đô, trong cả quan văn và võ. Bát kỳ trở thành một đội quân ngày càng vô dụng. Quân Chính Lam kì ngày càng hỗn loạn và mất đi nhiều trụ cột từ đầu thời nhà Thanh. Thói quen xa hoa, tiêu xài lãng phí làm lu mờ đạo đức dẫn đến sự suy tàn dần của triều đại này. Mười chiến dịch lớn của Càn Long đã tốn hết 151 triệu lạng bạc, trong khi thu nhập quốc khố hàng năm không hơn 40 triệu lạng bạc. Kết quả của những khoản chi khổng lồ đó đã làm gia tăng thâm hụt ngân quỹ trong giai đoạn sau của nhà Thanh.

## Cách nhìn khác về Hòa Thân
Tai tiếng về Hòa Thân là một đại tham quan đa số là từ sử sách nhà Thanh ghi lại, và chỉ có Hoàng đế nhà Thanh có thẩm quyền xác định nội dung nào sẽ được lưu giữ trong các tài liệu, có thể có người cho rằng Gia Khánh đã nói quá tội trạng của Hoà Thân để hợp thức hóa lý do xử tử ông. Tuy nhiên, những dấu tích về sự tham nhũng của Hòa Thân còn lưu lại đến ngày nay (nhà cửa, vàng bạc, báu vật...) khiến chúng ta không thể phủ nhận một sự thật rằng: Hòa Thân chính là một đại tham quan trong lịch sử.

## Gia quyến
- Cha: Thường Bảo
- Mẹ: Ngũ Di Thị
- Em trai: Hòa Lâm
- Vợ: Phùng Tễ Văn (Phùng thị)
- Con trai: Phong Thân Ân Đức
- Con gái: có ba người
- Con Dâu: Cố Luân Hòa Hiếu Công chúa
- Cháu: 1 trai và 2 gái

## Dinh thự của Hòa Thân
Cung Vương phủ hiện là Vương phủ nhà Thanh được bảo tồn hoàn chỉnh nhất. Chủ nhân của Phủ lần lượt là 2 vị quyền uy nhất thời, đứng "dưới 1 người, trên vạn người", 1 vị là sủng thần của vua Càn Long - Hòa Thân (vào ở từ 1776 - 1799), 1 vị là em thứ sáu của vua Hàm Phong - Cung Trung Thân vương Dịch Hân (vào ở từ 1852 - 1898). Trong Phủ gồm Phủ đệ, hoa viên, 2 bộ phận hợp thành. Tổng diện tích 60 nghìn m2, trong đó phủ đệ chiếm 32 nghìn m2, hoa viên chiếm 28 nghìn m2. Năm 1982 được liệt vào danh sách bảo hộ trọng điểm của toàn quốc.
Phủ được bố trí theo kiểu "Tam Lộ Ngũ Tiến" (三路五进), kiến trúc tinh xảo mà rộng lớn. Kiến trúc ở trục chính dùng ngói lưu ly xanh, mô phạm kiến trúc dành cho Phủ đệ của Thân vương. Thêm nữa lại từng là Phủ đệ của Hòa Thân, người giàu thứ nhì thiên hạ lúc bấy giờ, nổi tiếng với câu nói: "thứ gì mà Càn Long có, ta cũng có, thứ gì Càn Long không có, ta cũng phải có". Chính vì lối sống xa hoa, nên Hòa Thân cũng dồn rất nhiều công sức tôn tạo Phủ. Hoa viên còn được gọi là Tụy Cẩm Viên - 萃锦园. Bố cục tổng thể 3 mặt giáp giả sơn, với hơn 50 Cảnh Điểm (景点) phân bố 3 trục Đông, Tây, Trung. Vương phủ, theo vòng quay của thời gian, hàm chứa hết những tinh túy, cao quý của văn hóa Vương phủ đời Thanh. Có câu "1 tòa Cung Vương phủ, nửa bộ sử Thanh triều" cũng đủ nói lên giá trị văn hóa của Phủ.

## Phim Ảnh
- Tể tướng Lưu gù (1998)
- Bản lĩnh Kỷ Hiểu Lam (2002)
- Mộng đoạn Tử Cấm Thành (2002)
- Càn Long vương triều (2003)
- Thiên Mệnh(2018)

## Nghiên cứu thêm
- Hui Wang, Ke Cheng, Ngọc Mai, Thế Đạt Trần (2002). Cuộc đời chìm nổi của Hòa Thân. Nhà xuất bản Văn hóa thông tin, 466 trang.
- Tuhong Yehenala (2002). Hòa Thân, đại thần tham nhũng. Nhà xuất bản Hội nhà văn, 1250 trang.
- Hummel, Arthur William, ed. Eminent Chinese of the Ch'ing Period (1644-1912). 2 vols. Washington: United States Government Printing Office, 1943.